# Yuji Okabayashi
Yuji Okabayashi (岡林 裕二, Okabayashi Yūji), né le 31 octobre 1982 à Ōsaka, est un catcheur japonais, connu pour ses matchs à la Big Japan Pro Wrestling et la Dramatic Dream Team.

## All Japan Pro Wrestling
Le 1er juillet, Daisuke Sekimoto et lui perdent contre Akebono et Ryota Hama et perdent leurs AJPW All Asia Tag Team Championship.
Le 15 juin 2016, lui et Daisuke Sekimoto battent Zeus et The Bodyguard et remportent les AJPW World Tag Team Championship,,.

### Big Japan Pro-Wrestling
Lors de BJW Ryogokutan, il bat Daisuke Sekimoto et remporte le BJW World Strong Heavyweight Championship,.

### Dramatic Dream Team
Le 15 février 2015, lui et Daisuke Sekimoto battent Konosuke Takeshita et Tetsuya Endo et remportent les KO-D Tag Team Championship. Lors de Ryogoku Peter Pan, ils perdent les titres contre Daisuke Sasaki et Kōta Ibushi,,.

### Autres Fédérations
Lors du show inaugural de la fédération de Keiji Mutō, la Wrestle-1, le 8 septembre, lui et Daisuke Sekimoto battent Kaz Hayashi et Shūji Kondō.
Le 8 juin 2016, lui et Yasufumi Nakanoue battent Real Desperado (Kazma Sakamoto et Yuji Hino) et remportent les Wrestle-1 Tag Team Championship. Le 1er juillet, ils conservent  leur titres contre TriggeR (“brother” YASSHI & Shūji Kondō). Le 29 juillet, ils perdent les titres contre new Wild order (Jun Kasai et Manabu Soya).

## Palmarès
- Active Advance Pro Wrestling
  - 1 fois 2AW Openweight Championship

- All Japan Pro Wrestling
  - 2 fois AJPW All Asia Tag Team Championship avec Daisuke Sekimoto
  - 1 fois AJPW World Tag Team Championship avec Daisuke Sekimoto

- Big Japan Pro Wrestling
  - 3 fois BJW World Strong Heavyweight Championship
  - 4 fois BJW World Tag Team Championship avec Daisuke Sekimoto (3), Shinobu (1)
  - 2 fois Yokohama Shopping Street 6-Man Tag Team Championship avec Kazuki Hashimoto et Takumi Tsukamoto (1) et Ryuichi Kawakami et Shinya Ishikawa (1)

- Dramatic Dream Team
  - 2 fois KO-D Tag Team Championship avec Daisuke Sekimoto (1) et Harashima (1, actuel)[16]

- Pro Wrestling Zero1
  - Furinkazan (2019) avec Yuji Hino[17]

- Toshikoshi Puroresu
  - Toshiwasure! Shuffle Tag Tournament (2020) avec Harashima[17]

- Wrestle-1
  - 1 fois Wrestle-1 Tag Team Championship avec Yasufumi Nakanoue

## Récompenses des magazines
- Pro Wrestling Illustrated

| Année | 2015 | 2016 | 2017 | 2018       | 2019 | 2020 | 2021 | 2022 | 2023 |
| ----- | ---- | ---- | ---- | ---------- | ---- | ---- | ---- | ---- | ---- |
| Rang  | 293  | 60   | 172  | Non classé | 132  | 142  | 289  | 119  | 123  |